# Août 1927

## Événements
- 1er août : insurrection communiste en Chine dans le Jiangxi. Soulèvement de Nanchang. Formation de l'Armée populaire de libération. Début de la Guerre civile chinoise.
- 3 au 5 août : les aviateurs allemands Risztics et Edzard battent le record de durée de vol : 52 heures et 22 minutes, sur un Junkers W 33.
- 6 août : Grand Prix automobile de Pescara.
- 10  août, France : loi sur la nationalisation (3 ans de résidence nécessaires pour être naturalisé au lieu de 10)
- 16 août : départ de la course du Prix Dole entre San Francisco et Honolulu sans escale. Douze équipages inscrits mais seulement quatre au départ : deux à l'arrivée et deux disparus en mer. L'équipage du « Woolaroc » remporte l'épreuve en 16 heures et 17 minutes.
- 21 août : 
  - Quatrième Congrès panafricain à New York.
  - Premier congrès du NSDAP à Nuremberg.
- 23 août : exécution des anarchistes Sacco et Vanzetti, condamnés en 1921, malgré la campagne de protestation.

## Naissances
- 1er août : André Cools, homme politique belge († 18 juillet 1991).
- 4 août : Juliette de La Genière, archéologue française († 6 juin 2022).
- 6 août :
  - Jean Elleinstein, historien français († 16 janvier 2002).
  - Pepín Martín Vázquez, matador espagnol († 27 février 2011).
- 7 août : Edwin Edwards, politicien américain († 12 juillet 2021).
- 9 août :
  - Mario David, acteur français († 29 avril 1996).
  - Alois De Hertog, coureur cycliste belge († 22 novembre 1993).
  - Daniel Keyes, écrivain de science-fiction, chercheur en psychologie († 15 juin 2014).
  - Marvin Minsky, scientifique américain († 24 janvier 2016).
- 14 août : Roger Carel (Blancherel), comédien français († 11 septembre 2020).
- 18 août : Rosalynn Carter, personnalité politique américaine († 19 novembre 2023).
- 19 août : Hsing-Yun, moine bouddhiste taïwanais († 5 février 2023).
- 20 août : Jimmy Raney, guitariste de jazz américain († 10 mai 1995).
- 23 août : Martial Solal, pianiste de jazz français († 12 décembre 2024).
- 25 août : Michel Coloni, évêque catholique français, archevêque émérite de Dijon († 6 juillet 2016).

## Décès
- 13 août : James Oliver Curwood, romancier américain (° 12 juin 1878).
- 17 août : 
  - Richard Caton Woodville, peintre et illustrateur britannique (° 7 janvier 1856).
  - John Oliver, premier ministre de la Colombie-Britannique alors qu'il était en fonction.
- 23 août :
  - René Poupardin, médiéviste français.
  - Bartolomeo Vanzetti et Nicola Sacco, militants anarchistes italo-américains.
  - Saad Zaghlul, homme politique égyptien.